# Liste der Nummer-eins-Hits in der Slowakei (2021)
Dies ist eine Liste der Nummer-eins-Hits in der Slowakei im Jahr 2021. Sie basiert auf den Auswertungen der ČNS IFPI, der Vertretung der tschechischen und slowakischen Musikindustrie. Grundlage sind die Rádio Top 100, die Singles Digitál Top 100 und die Albums Top 100.

## Singles
| ← 2020 ← | Liste der Nummer-eins-Hits in der Slowakei (Rádio Top 100) | Liste der Nummer-eins-Hits in der Slowakei (Rádio Top 100) | Liste der Nummer-eins-Hits in der Slowakei (Rádio Top 100) | 2022 →                    |
| \| Zeitraum \| Wo. ges. \| Interpret \| Titel Autor(en) \| Zusätzliche Informationen \| \| (Zeitraum, Wochen auf Platz eins, Interpret, Titel, Autor[en], zusätzliche Informationen) \| \| \| \| \| \| ----------------------------------------------------------------------------------------- \| -------- \| --------------------------------------------- \| -------------------------------------------------------------------------------------------------------------------------------------------------------------------------------------------------------------- \| ------------------------- \| \| 52. Woche 2020 – 1. Woche 2021 3 Wochen (insgesamt 4) \| 4 \| Kygo & Donna Summer \| Hot Stuff Pete Bellotte, Harold Faltermeyer, Keith Forsey \| – \| \| 2. Woche 1 Woche (insgesamt 3) \| 3 \| Joel Corry feat. MNEK \| Head & Heart Joe Louis Corry, Neave Applebaum, Lewis Daniel Thompson, Uzoechi Osisioma Emenike, Kashif Siddiqui, Jonathan Courtidis, Daniel Lee Dare, Robert Michael Nelson Harvey \| – \| \| 3.–4. Woche 2 Wochen (insgesamt 3) \| 3 \| Twocolors \| Lovefool Peter Anders Svensson, Nina Elisabet Persson \| – \| \| 5.–7. Woche 3 Wochen (insgesamt 5) \| 5 \| Ofenbach & Quarterhead feat. Norma J. Martine \| Head, Shoulders, Knees & Toes Janik Riegert, Josh Tapen, Tim Deal, Dorian Jean Louis Guy Lauduique, César Thadde Laurent de Rummel, Norma Jean Martine \| – \| \| 8. Woche 1 Woche (insgesamt 4) \| 4 \| Kygo & Donna Summer \| Hot Stuff Peter Bellotte, Harold Faltermeyer, Keith Forsey \| – \| \| 9. Woche 1 Woche (insgesamt 7) \| 7 \| Robin Schulz feat. Kiddo \| All We Got Emma Olivia Helena Bertilsson, Fredrik Carl Tomas Samsson, Oliver Lundström, Alessandra Helena Günthardt, Robin Schulz, Dennis Bierbrodt, Jürgen Dohr, Guido Kramer, Stefan Dabruck, Daniel Deimann \| – \| \| 10. Woche 1 Woche (insgesamt 5) \| 5 \| Ofenbach & Quarterhead feat. Norma J. Martine \| Head, Shoulders, Knees & Toes Janik Riegert, Josh Tapen, Tim Deal, Dorian Jean Louis Guy Lauduique, César Thadde Laurent de Rummel, Norma Jean Martine \| – \| \| 11.–12. Woche 2 Wochen (insgesamt 7) \| 7 \| Robin Schulz feat. Kiddo \| All We Got Emma Olivia Helena Bertilsson, Fredrik Carl Tomas Samsson, Oliver Lundström, Alessandra Helena Günthardt, Robin Schulz, Dennis Bierbrodt, Jürgen Dohr, Guido Kramer, Stefan Dabruck, Daniel Deimann \| – \| \| 13. Woche 1 Woche (insgesamt 5) \| 5 \| Ofenbach & Quarterhead feat. Norma J. Martine \| Head, Shoulders, Knees & Toes Janik Riegert, Josh Tapen, Tim Deal, Dorian Jean Louis Guy Lauduique, César Thadde Laurent de Rummel, Norma Jean Martine \| – \| \| 14.–17. Woche 4 Wochen (insgesamt 7) \| 7 \| Robin Schulz feat. Kiddo \| All We Got Emma Olivia Helena Bertilsson, Fredrik Carl Tomas Samsson, Oliver Lundström, Alessandra Helena Günthardt, Robin Schulz, Dennis Bierbrodt, Jürgen Dohr, Guido Kramer, Stefan Dabruck, Daniel Deimann \| – \| \| 18.–19. Woche 2 Wochen (insgesamt 3) \| 3 \| Tiësto \| The Business James Michael George Bell, Julia Christine Karlsson, Anton Rundberg, Tijs M. Verwest \| – \| \| 20. Woche 1 Woche \| 1 \| Ofenbach feat. Lagique \| Wasted Love Haris Alagic, Sophia Ayana, Jihad Rahmouni, Dorian Jean Louis Guy Lauduique, César Thaddée Laurent de Rummel \| – \| \| 21. Woche 1 Woche (insgesamt 3) \| 3 \| Tiësto \| The Business James Michael George Bell, Julia Christine Karlsson, Anton Rundberg, Tijs M. Verwest \| – \| \| 22. Woche 1 Woche \| 1 \| Lina Mayer \| Stratená Karolína Majerníková, Laco Rychtarik \| – \| \| 23. Woche 1 Woche \| 1 \| Ed Sheeran \| Afterglow Fred Gibson, David Hodges, Edward Christopher Sheeran \| – \| \| 24. Woche 1 Woche (insgesamt 2) \| 2 \| The Kid Laroi \| Without You Omer Fedi, Blake Slatkin, Billy Walsh, Charlton Kenneth Jeffrey Howard \| – \| \| 25. Woche 1 Woche (insgesamt 2) \| 2 \| Imagine Dragons \| Follow You Fransisca Hall, Joel Little, Elley Duhey, Daniel Wayne Sermon, Benjamin Arthur McKee, Daniel Platzman, Daniel Coulter Reynolds \| – \| \| 26. Woche 1 Woche (insgesamt 2) \| 2 \| The Kid Laroi \| Without You Omer Fedi, Blake Slatkin, Billy Walsh, Charlton Kenneth Jeffrey Howard \| – \| \| 27. Woche 1 Woche (insgesamt 5) \| 5 \| Pink & Willow Sage Hart \| Cover Me in Sunshine Amy Rose Allen, Maureen Anne McDonald \| – \| \| 28. Woche 1 Woche (insgesamt 2) \| 2 \| Imagine Dragons \| Follow You Fransisca Hall, Joel Little, Elley Duhey, Daniel Wayne Sermon, Benjamin Arthur McKee, Daniel Platzman, Daniel Coulter Reynolds \| – \| \| 29.–32. Woche 4 Wochen (insgesamt 5) \| 5 \| Pink & Willow Sage Hart \| Cover Me in Sunshine Amy Rose Allen, Maureen Anne McDonald \| – \| \| 33.–45. Woche 13 Wochen \| 13 \| Ed Sheeran \| Bad Habits Edward Christopher Sheeran, Johnny McDaid, Frederick John Philip Gibson \| – \| \| 46.–49. Woche 4 Wochen \| 4 \| Shouse \| Love Tonight Edward Service, Jack Madin \| – \| \| 50. Woche 1 Woche \| 1 \| The Kid Laroi & Justin Bieber \| Stay Charlton Kenneth Jeffrey Howard, Justin Drew Bieber, Blake Slatkin, Charlie Puth, Magnus August Høiberg, Michael Mulé, Isaac De Boni, Omer Fedi, Subhaan Rahmaan \| – \| \| 51. Woche 2021 – 12. Woche 2022 14 Wochen \| 14 \| Lost Frequencies & Calum Scott \| Where Are You Now Felix Safran De Laet, Sebastian Arman, Joacim Bo Persson, Dag Daniel Osmund Lundberg, Michael Patrick Kelly \| – \| |                                                            |                                                            | |                           |
| ← 2020 |                                                            |                                                            | | → 2022 →                  |
| Zeitraum | Wo. ges.                                                   | Interpret                                                  | Titel Autor(en) | Zusätzliche Informationen |
| (Zeitraum, Wochen auf Platz eins, Interpret, Titel, Autor[en], zusätzliche Informationen) |                                                            |                                                            | |                           |
| 52. Woche 2020 – 1. Woche 2021 3 Wochen (insgesamt 4) | 4                                                          | Kygo & Donna Summer                                        | Hot Stuff Pete Bellotte, Harold Faltermeyer, Keith Forsey | –                         |
| 2. Woche 1 Woche (insgesamt 3) | 3                                                          | Joel Corry feat. MNEK                                      | Head & Heart Joe Louis Corry, Neave Applebaum, Lewis Daniel Thompson, Uzoechi Osisioma Emenike, Kashif Siddiqui, Jonathan Courtidis, Daniel Lee Dare, Robert Michael Nelson Harvey                             | –                         |
| 3.–4. Woche 2 Wochen (insgesamt 3) | 3                                                          | Twocolors                                                  | Lovefool Peter Anders Svensson, Nina Elisabet Persson | –                         |
| 5.–7. Woche 3 Wochen (insgesamt 5) | 5                                                          | Ofenbach & Quarterhead feat. Norma J. Martine              | Head, Shoulders, Knees & Toes Janik Riegert, Josh Tapen, Tim Deal, Dorian Jean Louis Guy Lauduique, César Thadde Laurent de Rummel, Norma Jean Martine                                                         | –                         |
| 8. Woche 1 Woche (insgesamt 4) | 4                                                          | Kygo & Donna Summer                                        | Hot Stuff Peter Bellotte, Harold Faltermeyer, Keith Forsey | –                         |
| 9. Woche 1 Woche (insgesamt 7) | 7                                                          | Robin Schulz feat. Kiddo                                   | All We Got Emma Olivia Helena Bertilsson, Fredrik Carl Tomas Samsson, Oliver Lundström, Alessandra Helena Günthardt, Robin Schulz, Dennis Bierbrodt, Jürgen Dohr, Guido Kramer, Stefan Dabruck, Daniel Deimann | –                         |
| 10. Woche 1 Woche (insgesamt 5) | 5                                                          | Ofenbach & Quarterhead feat. Norma J. Martine              | Head, Shoulders, Knees & Toes Janik Riegert, Josh Tapen, Tim Deal, Dorian Jean Louis Guy Lauduique, César Thadde Laurent de Rummel, Norma Jean Martine                                                         | –                         |
| 11.–12. Woche 2 Wochen (insgesamt 7) | 7                                                          | Robin Schulz feat. Kiddo                                   | All We Got Emma Olivia Helena Bertilsson, Fredrik Carl Tomas Samsson, Oliver Lundström, Alessandra Helena Günthardt, Robin Schulz, Dennis Bierbrodt, Jürgen Dohr, Guido Kramer, Stefan Dabruck, Daniel Deimann | –                         |
| 13. Woche 1 Woche (insgesamt 5) | 5                                                          | Ofenbach & Quarterhead feat. Norma J. Martine              | Head, Shoulders, Knees & Toes Janik Riegert, Josh Tapen, Tim Deal, Dorian Jean Louis Guy Lauduique, César Thadde Laurent de Rummel, Norma Jean Martine                                                         | –                         |
| 14.–17. Woche 4 Wochen (insgesamt 7) | 7                                                          | Robin Schulz feat. Kiddo                                   | All We Got Emma Olivia Helena Bertilsson, Fredrik Carl Tomas Samsson, Oliver Lundström, Alessandra Helena Günthardt, Robin Schulz, Dennis Bierbrodt, Jürgen Dohr, Guido Kramer, Stefan Dabruck, Daniel Deimann | –                         |
| 18.–19. Woche 2 Wochen (insgesamt 3) | 3                                                          | Tiësto                                                     | The Business James Michael George Bell, Julia Christine Karlsson, Anton Rundberg, Tijs M. Verwest | –                         |
| 20. Woche 1 Woche | 1                                                          | Ofenbach feat. Lagique                                     | Wasted Love Haris Alagic, Sophia Ayana, Jihad Rahmouni, Dorian Jean Louis Guy Lauduique, César Thaddée Laurent de Rummel                                                                                       | –                         |
| 21. Woche 1 Woche (insgesamt 3) | 3                                                          | Tiësto                                                     | The Business James Michael George Bell, Julia Christine Karlsson, Anton Rundberg, Tijs M. Verwest | –                         |
| 22. Woche 1 Woche | 1                                                          | Lina Mayer                                                 | Stratená Karolína Majerníková, Laco Rychtarik | –                         |
| 23. Woche 1 Woche | 1                                                          | Ed Sheeran                                                 | Afterglow Fred Gibson, David Hodges, Edward Christopher Sheeran | –                         |
| 24. Woche 1 Woche (insgesamt 2) | 2                                                          | The Kid Laroi                                              | Without You Omer Fedi, Blake Slatkin, Billy Walsh, Charlton Kenneth Jeffrey Howard | –                         |
| 25. Woche 1 Woche (insgesamt 2) | 2                                                          | Imagine Dragons                                            | Follow You Fransisca Hall, Joel Little, Elley Duhey, Daniel Wayne Sermon, Benjamin Arthur McKee, Daniel Platzman, Daniel Coulter Reynolds                                                                      | –                         |
| 26. Woche 1 Woche (insgesamt 2) | 2                                                          | The Kid Laroi                                              | Without You Omer Fedi, Blake Slatkin, Billy Walsh, Charlton Kenneth Jeffrey Howard | –                         |
| 27. Woche 1 Woche (insgesamt 5) | 5                                                          | Pink & Willow Sage Hart                                    | Cover Me in Sunshine Amy Rose Allen, Maureen Anne McDonald | –                         |
| 28. Woche 1 Woche (insgesamt 2) | 2                                                          | Imagine Dragons                                            | Follow You Fransisca Hall, Joel Little, Elley Duhey, Daniel Wayne Sermon, Benjamin Arthur McKee, Daniel Platzman, Daniel Coulter Reynolds                                                                      | –                         |
| 29.–32. Woche 4 Wochen (insgesamt 5) | 5                                                          | Pink & Willow Sage Hart                                    | Cover Me in Sunshine Amy Rose Allen, Maureen Anne McDonald | –                         |
| 33.–45. Woche 13 Wochen | 13                                                         | Ed Sheeran                                                 | Bad Habits Edward Christopher Sheeran, Johnny McDaid, Frederick John Philip Gibson | –                         |
| 46.–49. Woche 4 Wochen | 4                                                          | Shouse                                                     | Love Tonight Edward Service, Jack Madin | –                         |
| 50. Woche 1 Woche | 1                                                          | The Kid Laroi & Justin Bieber                              | Stay Charlton Kenneth Jeffrey Howard, Justin Drew Bieber, Blake Slatkin, Charlie Puth, Magnus August Høiberg, Michael Mulé, Isaac De Boni, Omer Fedi, Subhaan Rahmaan                                          | –                         |
| 51. Woche 2021 – 12. Woche 2022 14 Wochen | 14                                                         | Lost Frequencies & Calum Scott                             | Where Are You Now Felix Safran De Laet, Sebastian Arman, Joacim Bo Persson, Dag Daniel Osmund Lundberg, Michael Patrick Kelly                                                                                  | –                         |

| ← 2020 ← | Liste der Nummer-eins-Hits in der Slowakei (Singles Digitál Top 100) | Liste der Nummer-eins-Hits in der Slowakei (Singles Digitál Top 100) | Liste der Nummer-eins-Hits in der Slowakei (Singles Digitál Top 100)                                                                                                  | 2022 →                    |
| \| Zeitraum \| Wo. ges. \| Interpret \| Titel Autor(en) \| Zusätzliche Informationen \| \| (Zeitraum, Wochen auf Platz eins, Interpret, Titel, Autor[en], zusätzliche Informationen) \| \| \| \| \| \| ----------------------------------------------------------------------------------------- \| -------- \| ------------------------------------------ \| --------------------------------------------------------------------------------------------------------------------------------------------------------------------- \| ------------------------- \| \| 1.–2. Woche 2 Wochen (insgesamt 4) \| 4 \| Tiësto \| The Business James Michael George Bell, Julia Christine Karlsson, Anton Rundberg, Tijs M. Verwest \| – \| \| 3.–5. Woche 3 Wochen \| 3 \| Olivia Rodrigo \| Drivers License Daniel Leonard Nigro, Olivia Rodrigo \| – \| \| 6.–11. Woche 6 Wochen \| 6 \| Masked Wolf \| Astronaut in the Ocean Tyron Takaha Hapi, Harry Michael \| – \| \| 12.–13. Woche 2 Wochen \| 2 \| Justin Bieber feat. Daniel Caesar & Giveon \| Peaches Justin Bieber, Giveon D. Evans, Bernard Alexander Harvey, Ashton D. Simmonds, Andrew Wotman \| – \| \| 14.–18. Woche 5 Wochen (insgesamt 6) \| 6 \| Lil Nas X \| Montero (Call Me by Your Name) Montero Lamar Hill, David Biral, Denzel Michael Akil Baptiste, Roy Lenzo, Omer Fedi \| – \| \| 19. Woche 1 Woche \| 1 \| Loko Loko feat. Rytmus \| Kool G Rap Die For, Loko Loko, Patrik Vrbovský \| – \| \| 20. Woche 1 Woche (insgesamt 6) \| 6 \| Lil Nas X \| Montero (Call Me by Your Name) Montero Lamar Hill, David Biral, Denzel Michael Akil Baptiste, Roy Lenzo, Omer Fedi \| – \| \| 21.–22. Woche 2 Wochen \| 2 \| Olivia Rodrigo \| Good 4 U Daniel Leonard Nigro, Olivia Rodrigo \| – \| \| 23. Woche 1 Woche \| 1 \| Måneskin \| I Wanna Be Your Slave Ethan Torchio, Thomas Raggi, Victoria De Angelis, Damiano David \| – \| \| 24.–25. Woche 2 Wochen \| 2 \| Puerto & Yael \| Vďaka ti František Churý, KrissKrimm, Matúš Kolárovský \| – \| \| 26.–27. Woche 2 Wochen \| 2 \| Måneskin \| Beggin’ Bob Gaudio, Peggy Farina \| – \| \| 28.–31. Woche 4 Wochen \| 4 \| Peter Pann, Separ & Kali \| Stroj Koloman Magyari, Michael Kmeť, Peter Mako \| – \| \| 32.–35. Woche 4 Wochen (insgesamt 6) \| 6 \| The Kid Laroi & Justin Bieber \| Stay Charlton Kenneth Jeffrey Howard, Justin Drew Bieber, Blake Slatkin, Charlie Puth, Magnus August Høiberg, Michael Mulé, Isaac De Boni, Omer Fedi, Subhaan Rahmaan \| – \| \| 36.–41. Woche 6 Wochen \| 6 \| Samey feat. Gleb & Natália Hulejova \| Breeze Musik: Komander Ground; Text: Gleb Veselov, Natália Hulejova, Samuel Sadiv \| – \| \| 42. Woche 1 Woche (insgesamt 2) \| 2 \| Adele \| Easy on Me Gregory Allen Kurstin, Adele Laurie Blue Adkins \| – \| \| 43. Woche 1 Woche (insgesamt 6) \| 6 \| The Kid Laroi & Justin Bieber \| Stay Charlton Kenneth Jeffrey Howard, Justin Drew Bieber, Blake Slatkin, Charlie Puth, Magnus August Høiberg, Michael Mulé, Isaac De Boni, Omer Fedi, Subhaan Rahmaan \| – \| \| 44.–46. Woche 3 Wochen (insgesamt 5) \| 5 \| Lost Frequencies & Calum Scott \| Where Are You Now Felix Safran De Laet, Sebastian Arman, Joacim Bo Persson, Dag Daniel Osmund Lundberg, Michael Patrick Kelly \| – \| \| 47. Woche 1 Woche (insgesamt 2) \| 2 \| Adele \| Easy on Me Gregory Allen Kurstin, Adele Laurie Blue Adkins \| – \| \| 48. Woche 1 Woche \| 1 \| Yzomandias \| Jedna dva Haarp, Jakub Vlček \| – \| \| 49. Woche 1 Woche (insgesamt 5) \| 5 \| Kontrafakt \| Reklama na Rap Michal Straka, Patrik Vrbovský, Nuri Kamberi \| – \| \| 50. Woche 1 Woche \| 1 \| Pil C \| Chrome Hearts Freestyle BeatsByZuri, Kavi Lybarger, Pale1080, Lukáš Kajanovič \| – \| \| 51. Woche 2021 – 2. Woche 2022 4 Wochen (insgesamt 5) \| 5 \| Kontrafakt \| Reklama na Rap Michal Straka, Patrik Vrbovský, Nuri Kamberi \| – \| |                                                                      |                                                                      | |                           |
| ← 2020 |                                                                      |                                                                      | | → 2022 →                  |
| Zeitraum | Wo. ges.                                                             | Interpret                                                            | Titel Autor(en) | Zusätzliche Informationen |
| (Zeitraum, Wochen auf Platz eins, Interpret, Titel, Autor[en], zusätzliche Informationen) |                                                                      |                                                                      | |                           |
| 1.–2. Woche 2 Wochen (insgesamt 4) | 4                                                                    | Tiësto                                                               | The Business James Michael George Bell, Julia Christine Karlsson, Anton Rundberg, Tijs M. Verwest                                                                     | –                         |
| 3.–5. Woche 3 Wochen | 3                                                                    | Olivia Rodrigo                                                       | Drivers License Daniel Leonard Nigro, Olivia Rodrigo | –                         |
| 6.–11. Woche 6 Wochen | 6                                                                    | Masked Wolf                                                          | Astronaut in the Ocean Tyron Takaha Hapi, Harry Michael | –                         |
| 12.–13. Woche 2 Wochen | 2                                                                    | Justin Bieber feat. Daniel Caesar & Giveon                           | Peaches Justin Bieber, Giveon D. Evans, Bernard Alexander Harvey, Ashton D. Simmonds, Andrew Wotman                                                                   | –                         |
| 14.–18. Woche 5 Wochen (insgesamt 6) | 6                                                                    | Lil Nas X                                                            | Montero (Call Me by Your Name) Montero Lamar Hill, David Biral, Denzel Michael Akil Baptiste, Roy Lenzo, Omer Fedi                                                    | –                         |
| 19. Woche 1 Woche | 1                                                                    | Loko Loko feat. Rytmus                                               | Kool G Rap Die For, Loko Loko, Patrik Vrbovský | –                         |
| 20. Woche 1 Woche (insgesamt 6) | 6                                                                    | Lil Nas X                                                            | Montero (Call Me by Your Name) Montero Lamar Hill, David Biral, Denzel Michael Akil Baptiste, Roy Lenzo, Omer Fedi                                                    | –                         |
| 21.–22. Woche 2 Wochen | 2                                                                    | Olivia Rodrigo                                                       | Good 4 U Daniel Leonard Nigro, Olivia Rodrigo | –                         |
| 23. Woche 1 Woche | 1                                                                    | Måneskin                                                             | I Wanna Be Your Slave Ethan Torchio, Thomas Raggi, Victoria De Angelis, Damiano David                                                                                 | –                         |
| 24.–25. Woche 2 Wochen | 2                                                                    | Puerto & Yael                                                        | Vďaka ti František Churý, KrissKrimm, Matúš Kolárovský | –                         |
| 26.–27. Woche 2 Wochen | 2                                                                    | Måneskin                                                             | Beggin’ Bob Gaudio, Peggy Farina | –                         |
| 28.–31. Woche 4 Wochen | 4                                                                    | Peter Pann, Separ & Kali                                             | Stroj Koloman Magyari, Michael Kmeť, Peter Mako | –                         |
| 32.–35. Woche 4 Wochen (insgesamt 6) | 6                                                                    | The Kid Laroi & Justin Bieber                                        | Stay Charlton Kenneth Jeffrey Howard, Justin Drew Bieber, Blake Slatkin, Charlie Puth, Magnus August Høiberg, Michael Mulé, Isaac De Boni, Omer Fedi, Subhaan Rahmaan | –                         |
| 36.–41. Woche 6 Wochen | 6                                                                    | Samey feat. Gleb & Natália Hulejova                                  | Breeze Musik: Komander Ground; Text: Gleb Veselov, Natália Hulejova, Samuel Sadiv                                                                                     | –                         |
| 42. Woche 1 Woche (insgesamt 2) | 2                                                                    | Adele                                                                | Easy on Me Gregory Allen Kurstin, Adele Laurie Blue Adkins | –                         |
| 43. Woche 1 Woche (insgesamt 6) | 6                                                                    | The Kid Laroi & Justin Bieber                                        | Stay Charlton Kenneth Jeffrey Howard, Justin Drew Bieber, Blake Slatkin, Charlie Puth, Magnus August Høiberg, Michael Mulé, Isaac De Boni, Omer Fedi, Subhaan Rahmaan | –                         |
| 44.–46. Woche 3 Wochen (insgesamt 5) | 5                                                                    | Lost Frequencies & Calum Scott                                       | Where Are You Now Felix Safran De Laet, Sebastian Arman, Joacim Bo Persson, Dag Daniel Osmund Lundberg, Michael Patrick Kelly                                         | –                         |
| 47. Woche 1 Woche (insgesamt 2) | 2                                                                    | Adele                                                                | Easy on Me Gregory Allen Kurstin, Adele Laurie Blue Adkins | –                         |
| 48. Woche 1 Woche | 1                                                                    | Yzomandias                                                           | Jedna dva Haarp, Jakub Vlček | –                         |
| 49. Woche 1 Woche (insgesamt 5) | 5                                                                    | Kontrafakt                                                           | Reklama na Rap Michal Straka, Patrik Vrbovský, Nuri Kamberi | –                         |
| 50. Woche 1 Woche | 1                                                                    | Pil C                                                                | Chrome Hearts Freestyle BeatsByZuri, Kavi Lybarger, Pale1080, Lukáš Kajanovič                                                                                         | –                         |
| 51. Woche 2021 – 2. Woche 2022 4 Wochen (insgesamt 5) | 5                                                                    | Kontrafakt                                                           | Reklama na Rap Michal Straka, Patrik Vrbovský, Nuri Kamberi | –                         |

## Alben
| ← 2020 ← | Liste der Nummer-eins-Hits in der Slowakei | Liste der Nummer-eins-Hits in der Slowakei | Liste der Nummer-eins-Hits in der Slowakei | 2022 →                                                                |
| \| Zeitraum \| Wo. ges. \| Interpret \| Titel \| Zusätzliche Informationen \| \| (Zeitraum, Wochen auf Platz eins, Interpret, Titel, zusätzliche Informationen) \| \| \| \| \| \| ------------------------------------------------------------------------------ \| -------- \| -------------- \| --------------------------- \| --------------------------------------------------------------------- \| \| 52. Woche 2020 – 6. Woche 2021 8 Wochen (insgesamt 23) \| 23 \| Ego \| Egotron \| – \| \| 7. Woche 1 Woche \| 1 \| Yzomandias \| Prozyum (Director’s Cut) \| Die Originalversion des Albums war im Vorjahr eine Woche auf Platz 1. \| \| 8.–11. Woche 4 Wochen (insgesamt 23) \| 23 \| Ego \| Egotron \| – \| \| 12.–16. Woche 5 Wochen \| 5 \| Justin Bieber \| Justice \| – \| \| 17. Woche 1 Woche (insgesamt 23) \| 23 \| Ego \| Egotron \| – \| \| 18. Woche 1 Woche \| 1 \| H16 \| Lockdown Music \| – \| \| 19. Woche 1 Woche (insgesamt 23) \| 23 \| Ego \| Egotron \| – \| \| 20. Woche 1 Woche \| 1 \| IMT Smile \| Srdce Rozum Blvd. \| – \| \| 21.–22. Woche 2 Wochen \| 2 \| Momo \| MXI \| – \| \| 23.–24. Woche 2 Wochen \| 2 \| Olivia Rodrigo \| Sour \| – \| \| 25.–30. Woche 6 Wochen \| 6 \| Nerieš \| 311 \| – \| \| 31.–34. Woche 4 Wochen (insgesamt 5) \| 5 \| Nik Tendo \| Jsem v pohodě, sem v prdeli \| – \| \| 35.–41. Woche 7 Wochen (insgesamt 8) \| 8 \| Samey \| Anarchia \| – \| \| 42. Woche 1 Woche \| 1 \| Coldplay \| Music of the Spheres \| – \| \| 43. Woche 1 Woche (insgesamt 8) \| 8 \| Samey \| Anarchia \| – \| \| 44.–46. Woche 3 Wochen \| 3 \| Ed Sheeran \| = \| – \| \| 47.–49. Woche 3 Wochen \| 3 \| Viktor Sheen \| Příběhy a sny \| – \| \| 50. Woche 1 Woche \| 1 \| DMS \| Huhu \| – \| \| 51.–52. Woche 2 Wochen \| 2 \| Kontrafakt \| KF ako Rolls \| – \| |                                            |                                            |                                            |                                                                       |
| ← 2020 |                                            |                                            |                                            | → 2022 →                                                              |
| Zeitraum | Wo. ges.                                   | Interpret                                  | Titel                                      | Zusätzliche Informationen                                             |
| (Zeitraum, Wochen auf Platz eins, Interpret, Titel, zusätzliche Informationen) |                                            |                                            |                                            |                                                                       |
| 52. Woche 2020 – 6. Woche 2021 8 Wochen (insgesamt 23) | 23                                         | Ego                                        | Egotron                                    | –                                                                     |
| 7. Woche 1 Woche | 1                                          | Yzomandias                                 | Prozyum (Director’s Cut)                   | Die Originalversion des Albums war im Vorjahr eine Woche auf Platz 1. |
| 8.–11. Woche 4 Wochen (insgesamt 23) | 23                                         | Ego                                        | Egotron                                    | –                                                                     |
| 12.–16. Woche 5 Wochen | 5                                          | Justin Bieber                              | Justice                                    | –                                                                     |
| 17. Woche 1 Woche (insgesamt 23) | 23                                         | Ego                                        | Egotron                                    | –                                                                     |
| 18. Woche 1 Woche | 1                                          | H16                                        | Lockdown Music                             | –                                                                     |
| 19. Woche 1 Woche (insgesamt 23) | 23                                         | Ego                                        | Egotron                                    | –                                                                     |
| 20. Woche 1 Woche | 1                                          | IMT Smile                                  | Srdce Rozum Blvd.                          | –                                                                     |
| 21.–22. Woche 2 Wochen | 2                                          | Momo                                       | MXI                                        | –                                                                     |
| 23.–24. Woche 2 Wochen | 2                                          | Olivia Rodrigo                             | Sour                                       | –                                                                     |
| 25.–30. Woche 6 Wochen | 6                                          | Nerieš                                     | 311                                        | –                                                                     |
| 31.–34. Woche 4 Wochen (insgesamt 5) | 5                                          | Nik Tendo                                  | Jsem v pohodě, sem v prdeli                | –                                                                     |
| 35.–41. Woche 7 Wochen (insgesamt 8) | 8                                          | Samey                                      | Anarchia                                   | –                                                                     |
| 42. Woche 1 Woche | 1                                          | Coldplay                                   | Music of the Spheres                       | –                                                                     |
| 43. Woche 1 Woche (insgesamt 8) | 8                                          | Samey                                      | Anarchia                                   | –                                                                     |
| 44.–46. Woche 3 Wochen | 3                                          | Ed Sheeran                                 | =                                          | –                                                                     |
| 47.–49. Woche 3 Wochen | 3                                          | Viktor Sheen                               | Příběhy a sny                              | –                                                                     |
| 50. Woche 1 Woche | 1                                          | DMS                                        | Huhu                                       | –                                                                     |
| 51.–52. Woche 2 Wochen | 2                                          | Kontrafakt                                 | KF ako Rolls                               | –                                                                     |